# Dumbleton
Dumbleton ist ein Dorf in der englischen Grafschaft Gloucestershire. Das Dorf ist etwa 20 Meilen von der Stadt Gloucester entfernt und ist aus der Zeit bekannt, als Ethelred I existiert hat, der der Abingdon-Abtei Land zuteilte. Des Weiteren wird die Gemeinde sogar im Domesday Book erwähnt.
Dumbleton liegt am Rande von Dumbleton Hill, einem Ausläufer der Cotswolds. Es befinden sich hauptsächlich Wohngebäude dort, obwohl es auch ein lokales Geschäft, eine Säuglingsschule, einen Sozialclub, eine Dorfhalle und ein Nachlassbüro gibt. Das Dorf enthält auch den Haupteingang der Dumbleton Hall, die nun als Hotel fungiert.

## Pfarrkirche

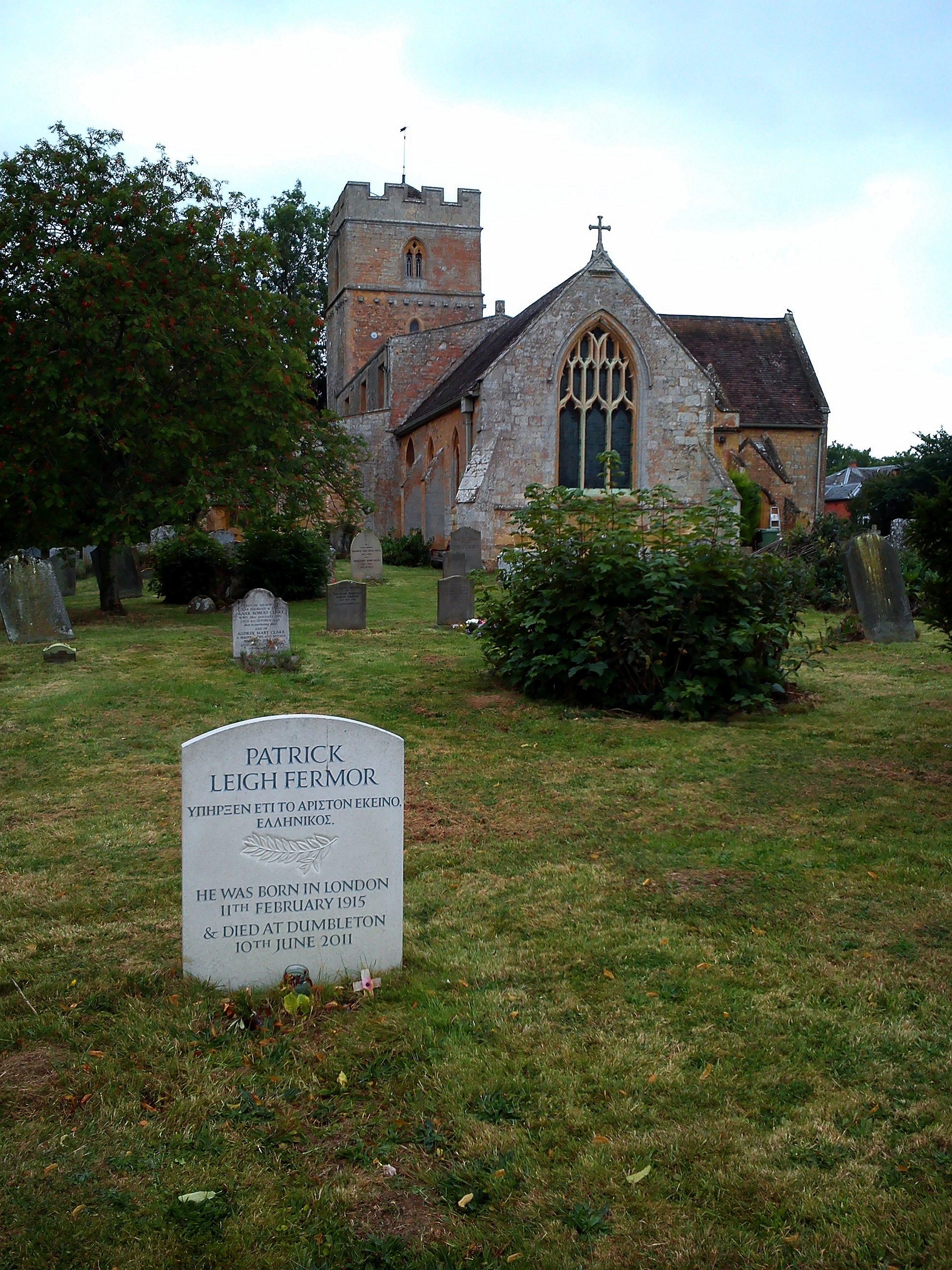
Peterskirche und Grab von Sir Patrick Leigh Fermor

Die St. Peter-Kirche ist aus normannischem Ursprung mit Teilen aus dem 13. Jahrhundert. Der Chor wurde im Jahre 1862 wieder aufgebaut. 1960 wurde er als Grade I Listed Building bezeichnet.
Der Reiseverfasser Patrick Leigh Fermor wird auf dem Kirchhof mit seiner Frau Joan (geb. Eyres Monsell) und dem Schwager Lord Monsell begraben. Der Handelsbanker und der politische Geldbeschaffer Lord Hambro sind ebenfalls dort begraben. Innerhalb der Peterskirche ist ein Denkmal für den arktischen Forscher Gino Watkins, das Sir Charles Percy Sohn, Earl of Northumberland und Dorothy Cocks, seiner Frau, gewidmet ist. Das bunte Denkmal von zwei Figuren, die über ihr verstorbenes Kind knien, befindet sich in einer tiefen, runden Nische, die von freistehenden korinthischen Säulen flankiert ist.
Die redundante St. Mary’s Church, Little Washbourne ist auch in der Gemeinde Dumbleton. Die Pfarrei war im Besitz der Abingdon-Abtei bis zur Auflösung der Kloster.

## Das alte Pfarrhaus

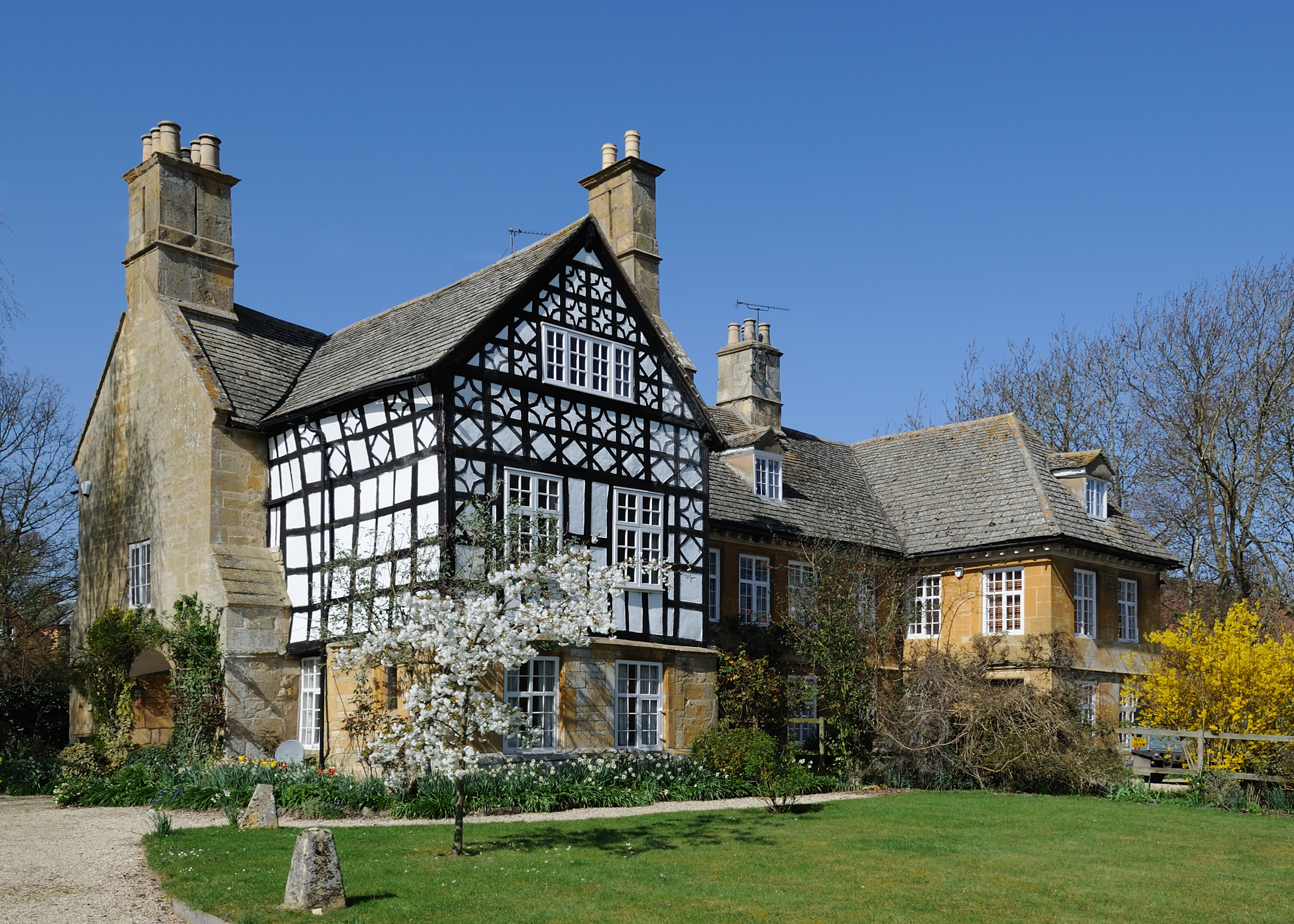
Das alte Pfarrhaus

Der Ursprung und die Entwicklung über die Jahre des Alten Pfarramts ist immer noch Gegenstand einer Debatte. Das Haus, wie es bis heute erhalten ist, wurde im 17. Jahrhundert gebaut. Das Haus wird momentan in zwei Abteilungen geteilt, welche Nord- und Südflügel genannt werden. Der Südflügel besteht aus einem Fachwerkhaus aus dem 16. Jahrhundert mit detaillierter dekorativer Strukturierung. Die Flügel haben separate Privatbesitzer.
Ein blockiertes Fenster an der Rückseite des Hauses hat eine bemalte Trompe-l’œil von einem anderen Fenster.

## Dumbleton Hall
Die ursprüngliche Dumbleton Hall kann ab ca. 1534 als Heimat der Cocks Familie bezeichnet werden. Nach dem Tod von Sir Richard Cocks im späten 18. Jahrhundert fiel die Hall in Verfall und wurde schließlich abgerissen.
In der Mitte des 19. Jahrhunderts wurde sie mit Cotswold Stein umgebaut und wurde schließlich Heimat der Familie Eyres. In den 1930er Jahren war die Hall bekannt für seine beliebten Haus-Parteien mit regelmäßigen Gästen wie John Betjeman oder Poet Laureate.
Während des Zweiten Weltkriegs wurde die Halle angeblich als geeigneter alternativer Veranstaltungsort für das Haus der Lords angesehen. Es wird auch behauptet, dass Hitler den Saal als Privatresidenz auf seinen Sieg in Europa vorsah.

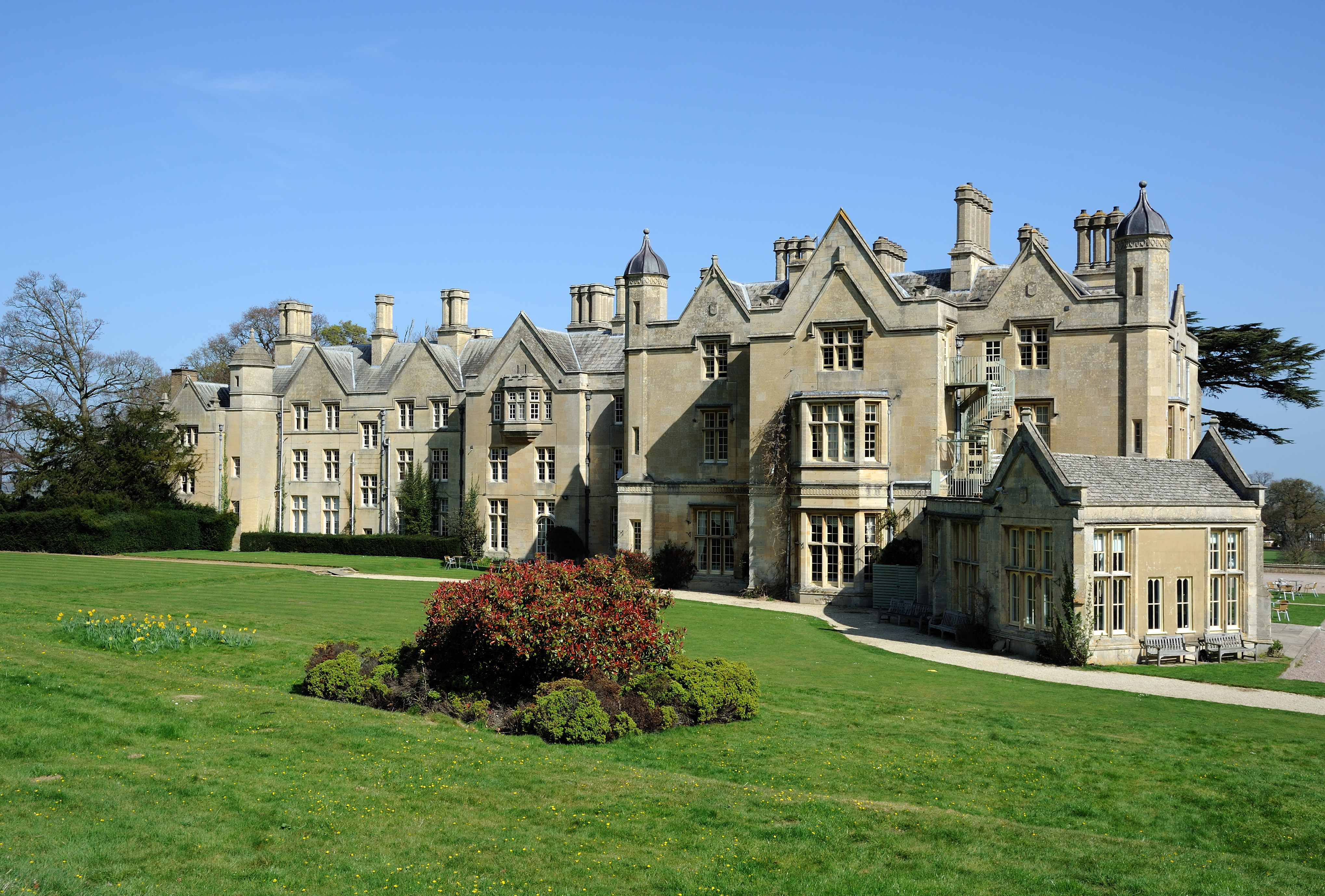
Dumbleton Hall

Die Halle wurde 1959 zum Hotel.